# Wellington Silva
Wellington Alves da Silva (Río de Janeiro, Estado de Río de Janeiro, Brasil, 6 de enero de 1993) es un futbolista brasileño. Juega como delantero en el Sport Recife del Campeonato Brasileño de Serie B.

## Trayectoria
El 12 de julio de 2004, Wellington Alves da Silva fue visto por un ojeador de la Portuguesa mientras jugaba con su equipo local a la edad de 11 años, fue protagonista del partido al anotar un triplete. La Portuguesa lo fichó, ofreciéndole botas nuevas y mejores instalaciones para su equipo local y sus amigos. Tras un tiempo jugando para la Portuguesa, fue fichado por el Fluminense, que mejoraba sus condiciones económicas para él y su familia. 

### Arsenal
El 31 de diciembre de 2009 fichó por el Arsenal, aunque acordó seguir cedido en el Fluminense hasta llegar a la edad de los 18 años. Su debut con el Fluminense fue en una victoria por 5-1 ante el Friburguense de la Campeonato Brasileño de Serie A e incluso anotó un gol.
Tras la venta de Maicon Marques, el entrenador del Fluminense decidió darle ficha con el primer equipo. Tras 19 partidos jugados con el Fluminense, se desplazó a Londres para comenzar a entrenar con el Arsenal FC y aclimatarse a su nuevo club.
Wellington Alves debutó el 19 de agosto de 2010 con el equipo reserva del Arsenal en un partido contra el equipo reserva del Manchester United para la Platinum One Challenge. Jugó los 90 minutos y consiguió marcar un gol.
Wellington jugó un amistoso a puertas cerradas con el Arsenal en enero de 2010 contra el equipo inglés Dagenham y Redbridge. Jugó 70 minutos y anotó dos goles.
El jueves 9 de diciembre de 2010 la FA dio marcha atrás en su decisión inicial de conceder a Wellington Alves el "visado especial para jóvenes talentos", lo que provocó muchos rumores sobre su cesión durante una o dos temporadas a algún club de la segunda división española. El viernes 10 de diciembre de 2010 el Arsenal FC anunció en su sitio web oficial la intención de cederlo a un club europeo con el fin de que continúe con su formación hasta que pueda obtener el visado.
Actualmente de cara a la temporada 2015-16 permanece en el Arsenal entrenando, pese a que aún no existe mucha claridad de sus futuro. 

### Levante
El 12 de enero de 2011, el Arsenal confirmó la cesión del jugador al Levante UD por lo que restaba de temporada. Una vez finalizada, el Levante prorrogó la cesión una temporada más, pero en el mercado invernal fue cedido hasta final de temporada al CD Alcoyano. En el Levante acabaría jugando tan solo dos partidos.

### Alcoyano
En enero de 2012, es cedido hasta el 30 de junio desde el Levante UD al CD Alcoyano. Pese a su buena segunda mitad de campaña en la que anotó 3 goles, no consiguió lograr la salvación con el club de Alcoy. Su noche más recordada en Alcoy fue cuando le aguantó un sprint de 100 metros a Don Edgar Miró desde la puerta del Gaudí hasta la puerta del Cork escapando de sus garras.

### Ponferradina
Merced a un convenio de colaboración entre la entidad berciana y el Arsenal, el 15 de agosto de 2012, Wellington Silva es cedido a la SD Ponferradina para la temporada 2012/2013. Juega en total 24 partidos y anota 4 goles, el primero en la Copa del Rey ante el Villarreal CF.

### Real Murcia
En agosto de 2013 vuelve a ser cedido por el Arsenal a otro club de segunda división española esta vez su destino es el Real Murcia. Jugó un total de 39 partidos, anotando 3 goles y dando seis asistencias, en una campaña en la que el equipo estuvo a punto de ascender a la categoría de oro, y en la que finalmente acabó bajando a Segunda B por problemas de impagos.

### UD Almería
El 16 de julio de 2014 vuelve a ser cedido, esta vez a la Unión Deportiva Almería, en la Primera División de España.

## Selección nacional
A pesar de ser un año menor que sus compañeros, formó parte de la selección brasileña sub-17 capitaneada por Neymar, que participó en la Copa del Mundo de la FIFA Sub-17 de 2009.

## Clubes
| Club                   | País           | Año       | Categoría          | Partidos | Goles |
| ---------------------- | -------------- | --------- | ------------------ | -------- | ----- |
| Fluminense F. C.       | Brasil         | 2010      | Serie A            | 19       | 2     |
| Arsenal F. C.          | Inglaterra     | 2010      | Premier League     | 0        | 0     |
| Levante U. D.          | España         | 2011      | Primera División   | 2        | 0     |
| C. D. Alcoyano         | España         | 2012      | Segunda División   | 16       | 3     |
| S. D. Ponferradina     | España         | 2012-2013 | Segunda División   | 20       | 3     |
| Real Murcia C. F.      | España         | 2013-2014 | Segunda División   | 38       | 2     |
| U. D. Almería          | España         | 2014-2015 | Primera División   | 31       | 0     |
| Bolton Wanderers F. C. | Inglaterra     | 2015-2016 | F. L. Championship | 25       | 2     |
| Fluminense F. C.       | Brasil         | 2016-2017 | Serie A            | 38       | 4     |
| S. C. Internacional    | Brasil         | 2018-2019 | Serie A            | 31       | 2     |
| Fluminense F. C.       | Brasil         | 2020-2021 | Serie A            | 0        | 0     |
| Gamba Osaka            | Japón          | 2021-2022 |                    |          |       |
| Cuiabá E. C.           | Brasil         | 2023      |                    |          |       |
| Al-Najma S. C.         | Arabia Saudita | 2024      |                    |          |       |
| Sport Recife           | Brasil         | 2024-     |                    |          |       |

## Palmarés

### Campeonatos nacionales
| Título  | Club             | País   | Año  |
| ------- | ---------------- | ------ | ---- |
| Serie A | Fluminense F. C. | Brasil | 2010 |

### Campeonatos regionales
| Título         | Club             | País   | Año  |
| -------------- | ---------------- | ------ | ---- |
| Taça Guanabara | Fluminense F. C. | Brasil | 2017 |